# Heisters
Heisters ist ein Ortsteil der Gemeinde Grebenhain im mittelhessischen Vogelsbergkreis.

## Geografie
Heisters liegt im östlichen Vogelsberg in einer Höhe von 274 m ü. NHN. Die Gemarkung von Heisters hat eine Fläche von 274 ha und erstreckt sich zwischen dem 480 m hohen Hesseberg im Norden und dem 459 m hohen Rohberg im Süden. Von ihr sind heute noch 240 ha landwirtschaftlich genutzte Fläche, davon 106 ha Wiesen und 47 ha Ackerland. Die Waldflächen betragen 87 ha, die Ortslage und sonstige Flächen wie Wege, Gewässer und überörtliche Straßen 34 ha. Durch den Ort fließt die Lüder, die bei Bermuthshain entspringt und nach 40 km bei Lüdermünd in die Fulda mündet.

## Geschichte

### Ortsgeschichte
Die drei Ortsteile der kurzlebigen Gemeinde Steigertal (Heisters, Wünschen-Moos, Zahmen) weisen zahlreiche geschichtliche Gemeinsamkeiten auf. Der namensgebende Berg Steiger zwischen Heisters und Zahmen wird bereits in der Grenzbeschreibung der Pfarrei Crainfeld von 1011 als Grenzpunkt unter der Bezeichnung Steigira erwähnt. Obwohl in dieser Urkunde keine der drei Ortschaften namentlich genannt wird, ist davon auszugehen, dass sie zu diesem Zeitpunkt bereits existierten.
Die älteste urkundliche Erwähnung des Orts erfolgte im Jahr 1418 in einem Kopiar fuldaischer Ämter, das aus der Mitte des 19. Jahrhunderts stammt. Dort wird Heisters in einem Weistum des riedeselischen Gerichts Schlechtenwegen über Fischereirechte in der Lüder als „Heistrols“ erwähnt. Der Ortsname wird ursprünglich von dem Rufnamen Heistolf abgeleitet sein, der sich später zu mhd. „Heister“ (junger Buchenbestand) änderte.
Das Gericht Schlechtenwegen, zu dem neben Heisters unter anderem auch Wünschen-Moos und Zahmen gehörten, war bis 1338 Besitz der Herren von Blankenwald, einer Seitenlinie der Herren von Schlitz, und kam dann als Lehen des Hochstifts Fulda an die Riedesel zu Eisenbach. Mit deren Aussterben im Mannesstamm fiel das Gericht 1428 an die Riedesel. 1680 wurde der Sitz des Gerichts von Schlechtenwegen nach Altenschlirf verlegt.
Während einer Fehde zwischen den Riedesel und der Abtei Fulda wurden im Jahr 1467 die riedeselischen Gerichte Moos und Schlechtenwegen, darunter auch das Dorf Heisters, niedergebrannt. Die Rechte der fuldischen Propsteien Blankenau und Neuenberg im Gericht Schlechtenwegen, darunter auch in Heisters, blieben bis 1525 bestehen. Nach dem Deutschen Bauernkrieg nutzten die Riedesel jedoch die zeitweise Schwäche der Fürstabtei und entzogen ihr eigenmächtig die Lehensherrschaft und einen erheblichen Teil ihrer Besitzrechte. Im 16. Jahrhundert besaß das Kloster Neuenberg Zinseinkünfte in den Dörfern Steinfurt, Heisters, Windischmess, Bannerod, Weidenau und Schlirf, welche der Fuldaer Fürstabt Johann III. von Henneberg-Schleusingen in mehreren Briefen an alle Riedesel zu Eisenbach anforderte. Das Kloster war während der Bauernkriege 1525 geplündert und zerstört worden.
Während des Dreißigjährigen Krieges starben im Jahr 1629 in Heisters 60 Menschen an der Pest, nachdem diese von den durchziehenden Söldnertruppen eingeschleppt worden war.
Die Kinder aus Heisters besuchten zunächst die 1540 im Pfarrort Nieder-Moos eingerichtete Schule. Erst im 18. Jahrhundert erhielten die einzelnen Filialorte eigene Schulmeister, so 1713 auch Heisters. Der Unterricht wurde zunächst reihum in den Häusern der Schulkinder abgehalten, bevor die Gemeinde Heisters 1837 ein eigenes Schulhaus bauen konnte.

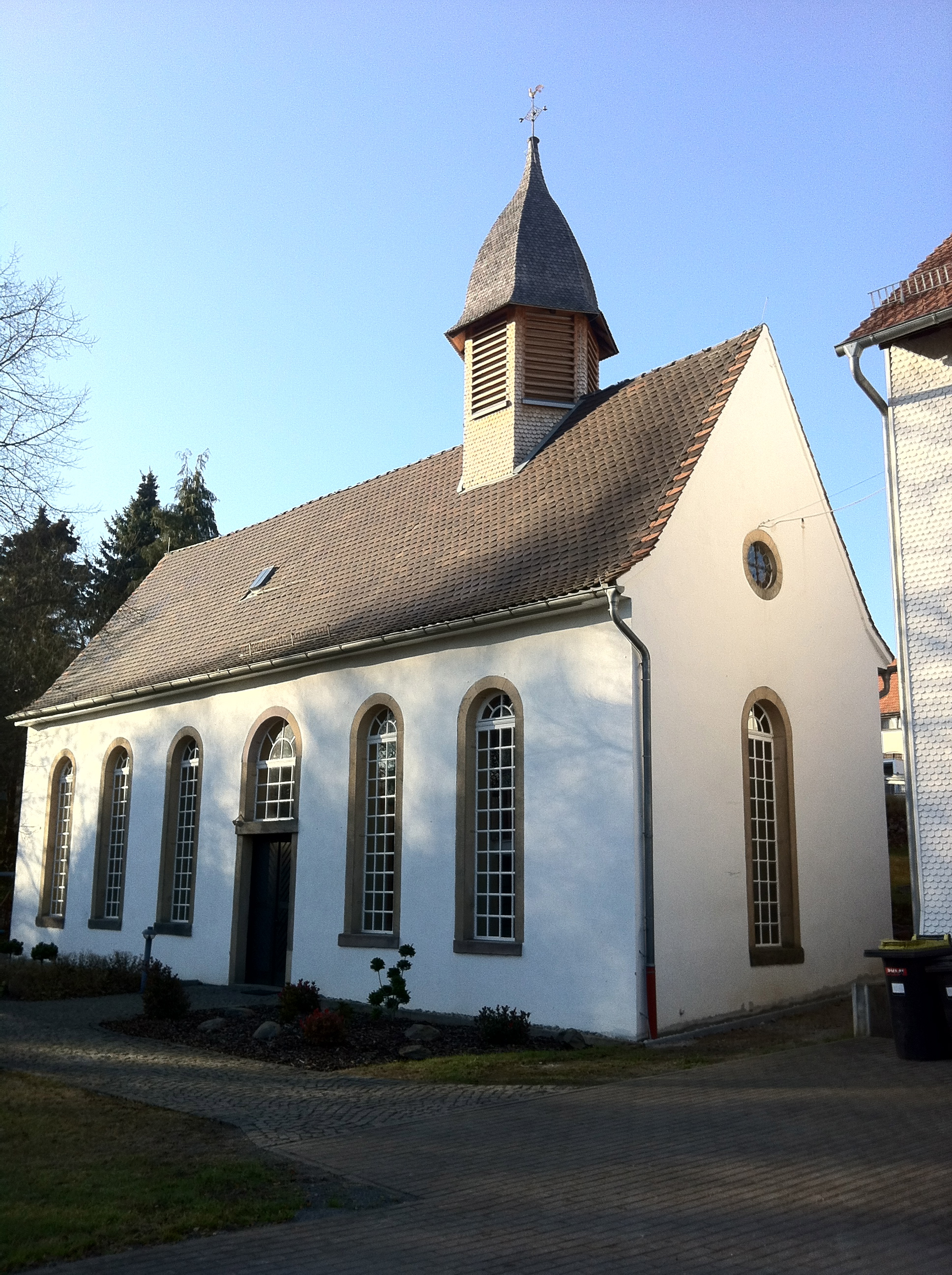
Die Kirche in Heisters

Infolge der Mediatisierung beim Ende des Heiligen Römischen Reiches Deutscher Nation im Jahr 1806 wurde der Ritterschaftsstaat der Freiherren Riedesel zu Eisenbach dem Großherzogtum Hessen einverleibt. Seit diesem Jahr ist Heisters hessisch und wurde zunächst als Teil des Amtes Altenschlirf verwaltet. Nach dem Inkrafttreten der neuen hessischen Gemeindeordnung und Kreisordnung 1821 gehörte Heisters zunächst zum Landratsbezirk Herbstein (ab 1825 Landratsbezirk Lauterbach). 1848 wurde das Dorf Teil des kurzlebigen Regierungsbezirks Alsfeld und kam nach dessen Auflösung 1852 zum Landkreis Lauterbach.
Wegen ihrer geringen Einwohnerzahl erhielt die Gemeinde Heisters nach Inkrafttreten der hessischen Gemeindeordnung von 1821 keinen eigenen Bürgermeister, sondern bildete mit den benachbarten Gemeinden Wünschen-Moos, Zahmen und Steinfurt eine gemeinsame Bürgermeisterei. Die offizielle Bezeichnung lautete Bürgermeisterei Steinfurt, obwohl bis 1894 stets ein Ortsbürger aus Heisters das Bürgermeisteramt bekleidete. Nachdem Steinfurt 1865 einen eigenen Bürgermeister erhalten hatte, erfolgte die Umbenennung in Bürgermeisterei Heisters. 1909 gab es Bestrebungen in Heisters zur Loslösung von der gemeinsamen Bürgermeisterei mit Zahmen und Wünschen-Moos, diese wurden jedoch mit Rücksicht auf die finanziellen Belastungen nicht umgesetzt.
Im Ersten Weltkrieg fielen acht Soldaten aus Heisters oder wurden vermisst. Im Zweiten Weltkrieg hatte Heisters sieben Gefallene und Vermisste zu beklagen, hinzu kamen noch drei Angehörige der nach 1946 in das Dorf gekommenen Heimatvertriebenen.
Nach dem Abbruch des alten Schulhauses wurde von 1897 bis 1899 an gleicher Stelle ein Neubau erstellt. 1909 erfolgte der Bau der örtlichen Wasserleitung und 1923 der Anschluss an das Stromnetz des Überlandwerks Oberhessen. 1962 erfolgte der Ausbau der Ortsdurchfahrt von Heisters, die in den Jahren 1979 und 1984 nochmals erneuert wurde. 1963 wurde die Wasserversorgung von Grund auf erneuert, wobei die Gemeinden Heisters und Zahmen eine gemeinsame Pumpstation mit Hochbehälter errichteten.
Die einklassige Volksschule im Ort wurde 1969 infolge der Schulreform in Hessen zugunsten der neuen Mittelpunktschule (Oberwaldschule) in Grebenhain geschlossen. Das Heisterser Schulhaus wurde anschließend bis 1972 zu einem Dorfgemeinschaftshaus umgebaut.
Heisters in der Großgemeinde Grebenhain
Noch in der Anfangsphase der Gebietsreform in Hessen beschlossen die Gemeinden Heisters, Wünschen-Moos und Zahmen, sich auf freiwilliger Basis und auf Grundlage der schon lange bestehenden Bindungen zu einer gemeinsamen Gemeinde zusammenzuschließen. Somit wurde zum 1. Februar 1971 die Gemeinde Steigertal gegründet. Die Hoffnungen, auf diese Weise der Angliederung an eine der im Rahmen der Gebietsreform geplanten Großgemeinden zu entgehen, erfüllten sich jedoch nicht. Nach nur eineinhalb Jahren erfolgten am 1. August 1972 aufgrund eines Gesetzes die Eingemeindung der Gemeinde Steigertal in die Großgemeinde Grebenhain und zugleich die Eingliederung in den neugebildeten Vogelsbergkreis. Geblieben ist jedoch der gemeinsame Ortsbezirk der Ortsteile Heisters, Wünschen-Moos und Zahmen.
Nach Inkrafttreten der Gebietsreform erfolgte von 1983 bis 1985 der Neubau des Feuerwehrhauses und von 1994 bis 1996 der Bau einer Gemeinschaftskläranlage für die Ortsteile Heisters, Metzlos, Metzlos-Gehaag, Wünschenmoos und Zahmen. 1999 erfolgte die Aufnahme aller dreier früherer Ortsteile von Steigertal in das hessische Dorferneuerungsprogramm, in dessen Rahmen Heisters bis 2010 gefördert wurde. Im Jahr 2007 erfolgte die Einweihung des im Rahmen der Dorferneuerung sanierten Dorfgemeinschaftshauses.

### Verwaltungsgeschichte im Überblick
Die folgende Liste zeigt die Staaten und Verwaltungseinheiten, denen Heisters angehört(e):
- vor 1803: Heiliges Römisches Reich, Gericht Altenschlirf der Freiherren von Riedesel zu Eisenbach (Mannlehen des Hochstifts bzw. Fürstbistums Fulda)
- ab 1806: Großherzogtum Hessen,[Anm. 2] Fürstentum Ober-Hessen, Gericht Altenschlirf[11]
- ab 1815: Großherzogtum Hessen, Provinz Oberhessen, Amt Altenschlirf[12]
- ab 1821: Großherzogtum Hessen, Provinz Oberhessen, Landratsbezirk Herbstein[Anm. 3]
- ab 1825: Großherzogtum Hessen, Provinz Oberhessen, Landratsbezirk Lauterbach
- ab 1848: Großherzogtum Hessen, Regierungsbezirk Alsfeld
- ab 1852: Großherzogtum Hessen, Provinz Oberhessen, Kreis Lauterbach
- ab 1867: Norddeutscher Bund, Großherzogtum Hessen, Provinz Oberhessen, Kreis Lauterbach
- ab 1871: Deutsches Reich, Großherzogtum Hessen, Provinz Oberhessen, Kreis Lauterbach
- ab 1918: Deutsches Reich, Volksstaat Hessen, Provinz Oberhessen, Kreis Lauterbach
- ab 1938: Deutsches Reich, Volksstaat Hessen, Landkreis Lauterbach[13][Anm. 4]
- ab 1945: Deutsches Reich, Amerikanische Besatzungszone,[Anm. 5] Groß-Hessen, Regierungsbezirk Darmstadt, Landkreis Lauterbach
- ab 1946: Deutsches Reich, Amerikanische Besatzungszone, Hessen, Regierungsbezirk Darmstadt, Landkreis Lauterbach
- ab 1949: Bundesrepublik Deutschland, Hessen, Regierungsbezirk Darmstadt, Landkreis Lauterbach
- ab 1971: Bundesrepublik Deutschland, Hessen, Regierungsbezirk Darmstadt, Landkreis Lauterbach, Gemeinde Steigertal
- ab 1972: Bundesrepublik Deutschland, Hessen, Regierungsbezirk Darmstadt, Vogelsbergkreis, Gemeinde Grebenhain
- ab 1981: Bundesrepublik Deutschland, Hessen, Regierungsbezirk Gießen, Vogelsbergkreis, Gemeinde Grebenhain

### Recht

#### Materielles Recht
In Heisters galten die Riedesel’schen Verordnungen als Partikularrecht. Das Gemeine Recht galt nur, soweit diese Verordnungen keine Bestimmungen enthielten. Dieses Sonderrecht behielt theoretisch seine Geltung auch während der Zugehörigkeit zum Großherzogtum Hessen im 19. Jahrhundert, in der gerichtlichen Praxis wurden aber nur noch einzelne Bestimmungen angewandt. Das Partikularrecht wurde zum 1. Januar 1900 von dem einheitlich im ganzen Deutschen Reich geltenden Bürgerlichen Gesetzbuch abgelöst.

#### Gerichtsverfassung seit 1803
In der Landgrafschaft Hessen-Darmstadt wurde mit Ausführungsverordnung vom 9. Dezember 1803 das Gerichtswesen neu organisiert. Für das Fürstentum Oberhessen (ab 1815 Provinz Oberhessen) wurde das „Hofgericht Gießen“ eingerichtet. Es war für normale bürgerliche Streitsachen Gericht der zweiten Instanz, für standesherrliche Familienrechtssachen und Kriminalfälle die erste Instanz. Übergeordnet war das Oberappellationsgericht Darmstadt. Die Rechtsprechung der ersten Instanz wurde durch die Ämter bzw. Standesherren vorgenommen und somit war für Heisters ab 1806 das „Riedeselsche Patrimonialgericht Altenschlirf“ zuständig.
Im Großherzogtum Hessen wurden die Aufgaben der ersten Instanz 1821 im Rahmen der Trennung von Rechtsprechung und Verwaltung auf die neu geschaffenen Landgerichte übertragen. „Landgericht Altenschlirf“ war daher von 1821 bis 1853 die Bezeichnung für das erstinstanzliche Gericht in Altenschlierf, das für Heisters zuständig war. 1853 erfolgte die Verlegung des Landgerichts nach Herbstein. Anlässlich der Einführung des Gerichtsverfassungsgesetzes mit Wirkung vom 1. Oktober 1879, infolge derer die bisherigen großherzoglich hessischen Landgerichte durch Amtsgerichte an gleicher Stelle ersetzt wurden, während die neu geschaffenen Landgerichte nun als Obergerichte fungierten, kam es zur Umbenennung in Amtsgericht Herbstein und Zuteilung zum Bezirk des Landgerichts Gießen. Ab 1943 wurde das Amtsgericht Herbstein nur noch als Zweigstelle des Amtsgerichts Lauterbach betreiben, bevor es 1968 endgültig aufgelöst wurde und in dem Amtsgerichtsbereich von Lauterbach zugeteilt wurde.

## Bevölkerung

### Einwohnerstruktur 2011
Nach den Erhebungen des Zensus 2011 lebten am Stichtag dem 9. Mai 2011 in Heisters 72 Einwohner. Darunter waren keine Ausländer. Nach dem Lebensalter waren 9 Einwohner unter 18 Jahren, 21 zwischen 18 und 49, 15 zwischen 50 und 64 und 24 Einwohner waren älter. Die Einwohner lebten in 33 Haushalten. Davon waren 3 Singlehaushalte, 12 Paare ohne Kinder und 12 Paare mit Kindern, sowie 6 Alleinerziehende und keine Wohngemeinschaften. In 6 Haushalten lebten ausschließlich Senioren und in 15 Haushaltungen lebten keine Senioren.

### Einwohnerentwicklung
| Heisters: Einwohnerzahlen von 1834 bis 2020 | Heisters: Einwohnerzahlen von 1834 bis 2020 | Heisters: Einwohnerzahlen von 1834 bis 2020 | Heisters: Einwohnerzahlen von 1834 bis 2020 | Heisters: Einwohnerzahlen von 1834 bis 2020 |
| --- | ------------------------------------------- | ------------------------------------------- | ------------------------------------------- | ------------------------------------------- |
| Jahr |                                             |                                             |                                             | Einwohner                                   |
| 1834 | 1834                                        |                                             | 145                                         | 145                                         |
| 1840 | 1840                                        |                                             | 160                                         | 160                                         |
| 1846 | 1846                                        |                                             | 167                                         | 167                                         |
| 1852 | 1852                                        |                                             | 171                                         | 171                                         |
| 1858 | 1858                                        |                                             | 188                                         | 188                                         |
| 1864 | 1864                                        |                                             | 155                                         | 155                                         |
| 1871 | 1871                                        |                                             | 160                                         | 160                                         |
| 1875 | 1875                                        |                                             | 159                                         | 159                                         |
| 1885 | 1885                                        |                                             | 148                                         | 148                                         |
| 1895 | 1895                                        |                                             | 155                                         | 155                                         |
| 1905 | 1905                                        |                                             | 154                                         | 154                                         |
| 1910 | 1910                                        |                                             | 138                                         | 138                                         |
| 1925 | 1925                                        |                                             | 129                                         | 129                                         |
| 1939 | 1939                                        |                                             | 114                                         | 114                                         |
| 1946 | 1946                                        |                                             | 201                                         | 201                                         |
| 1950 | 1950                                        |                                             | 176                                         | 176                                         |
| 1956 | 1956                                        |                                             | 136                                         | 136                                         |
| 1961 | 1961                                        |                                             | 127                                         | 127                                         |
| 1967 | 1967                                        |                                             | 117                                         | 117                                         |
| 1970 | 1970                                        |                                             | 106                                         | 106                                         |
| 1980 | 1980                                        |                                             | ?                                           | ?                                           |
| 1990 | 1990                                        |                                             | ?                                           | ?                                           |
| 2000 | 2000                                        |                                             | ?                                           | ?                                           |
| 2011 | 2011                                        |                                             | 72                                          | 72                                          |
| 2015 | 2015                                        |                                             | 88                                          | 88                                          |
| 2020 | 2020                                        |                                             | 73                                          | 73                                          |
| Datenquelle: Historisches Gemeindeverzeichnis für Hessen: Die Bevölkerung der Gemeinden 1834 bis 1967. Wiesbaden: Hessisches Statistisches Landesamt, 1968. Weitere Quellen: ; Gemeinde Grebenhain: webarchiv; Zensus 2011 |                                             |                                             |                                             |                                             |

### Religion
Ursprünglich gehörte Heisters zu dem 1011 gegründeten Kirchspiel Crainfeld. Verhältnismäßig früh wurde in dem kleinen Dorf auch eine eigene Filialkirche errichtet, die in veränderter Form bis heute erhalten ist und genutzt wird. 1524 wurden die im Gebiet der Riedesel zu Eisenbach gelegenen Dörfer des Kirchspiels jedoch von der auf hessischem Gebiet stehenden Mutterkirche abgetrennt und zur eigenständigen Pfarrei Nieder-Moos erhoben. 1528 wurde die Reformation in dem neugegründeten Kirchspiel eingeführt. Bis 1945 blieb Heisters rein evangelisch.
Konfessionen 1961
- 1961: 108 evangelische (= 85,04 %), 19 katholische (= 14,96 %) von insgesamt 277 Einwohnern[1]

## Politik
Gemeinsamer Ortsvorsteher von Heisters, Wünschen-Moos und Zahmen ist Bernhard Simon (Stand 2021).

## Vereine
Das Vereinsleben von Heisters ist, bedingt durch die lange Zeit der gemeinsamen Bürgermeisterei und der Gemeinde Steigertal, eng mit dem von Wünschen-Moos und Zahmen verbunden. Es existieren die folgenden Vereine von Bürgern der drei Ortsteile (Gründungsjahr in Klammern):
- Gemischter Chor Steigertal (1920)
- Obst- und Gartenbauverein Steigertal (1928)
- Freiwillige Feuerwehr Steigertal (1932)
- Verein "Die Steigertaler" (1989)

## Baudenkmäler

### Evangelische Filialkirche
Die oberhalb der Lüder gelegene kleine Kirche von Heisters wurde vermutlich im 14. oder 15. Jahrhundert gebaut, worauf ein noch erhaltenes (jedoch zugemauertes) gotisches Fenster hindeutet. Erstmals wird sie 1570 als Capellen zum Heysters erwähnt. 1842–1843 wurde die Kirche um ein Drittel vergrößert und erhielt dabei auch das heutige äußere Erscheinungsbild. Der noch in Gebrauch befindliche Taufstein stammt von 1653. Die beiden in dem Dachreiter der Kirche aufgehängten Glocken wurden 1699 und 1733 gegossen. Eine Orgel befindet sich seit 1777 in der Kirche. Sie wurde von Friedrich Meinecke, einem Werkmeister der Werkstatt Wegmann, gebaut und seitdem mehrfach renoviert, zuletzt 1993.

### Alte Schule (Dorfgemeinschaftshaus)

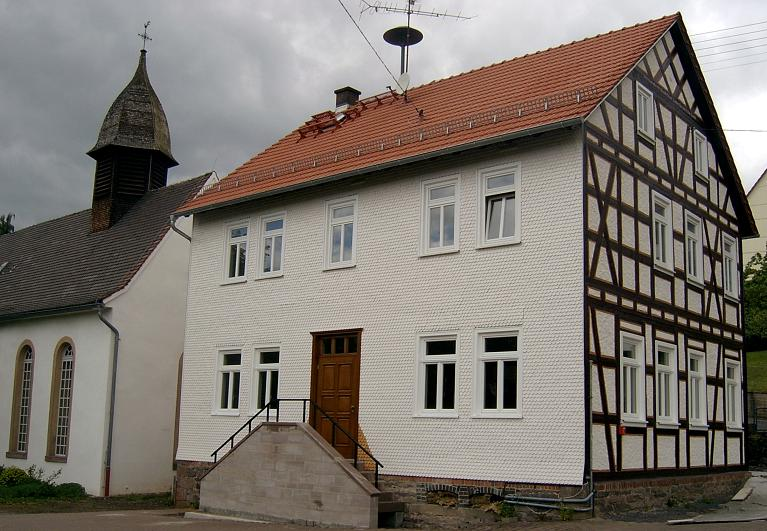
Dorfgemeinschaftshaus Heisters, ursprünglich als Schule gebaut

Unmittelbar neben der Kirche befindet sich das 1897–1899 in Fachwerkbauweise anstelle eines Vorgängerbaus von 1837 errichtete ehemalige Schulhaus. Es wurde von dem Baumeister Gustav Jockel aus Lauterbach entworfen und von dem Zimmermeister Sebastian Fritz aus Crainfeld gebaut. Das Schulhaus diente bis 1969 seinem Zweck und wurde bis 1972 zum Dorfgemeinschaftshaus umgestaltet. Im Rahmen der Dorferneuerung wurde das Gebäude 2005–2007 saniert und um einen modernen Anbau ergänzt.

## Wirtschaft und Infrastruktur

### Wirtschaftsstruktur
Das ursprünglich landwirtschaftlich geprägte Dorf Heisters ist heute nahezu ein reiner Arbeitspendler-Wohnort. Zum örtlichen Gewerbe gehören noch eine Metzgerei und ein Haustechnikbetrieb.

### Verkehr
Durch Heisters führt die Kreisstraße 91 von Crainfeld bis Zahmen. Im Ort mündet außerdem die in Altenschlirf beginnende Kreisstraße 89 in die Kreisstraße 91 ein.

## Persönlichkeiten
- Konrad Dietz (1794–1874), Land- und Gastwirt, Bürgermeister und Abgeordneter der 2. Kammer der Landstände des Großherzogtums Hessen
- Konrad Dietz (1818–1894), Müller, Bürgermeister und Abgeordneter der 2. Kammer der Landstände des Großherzogtums Hessen